# Kniphofia bruceae
Kniphofia bruceae là một loài thực vật có hoa trong họ Thích diệp thụ. Loài này được (Codd) Codd miêu tả khoa học đầu tiên năm 1987.